# E.M.D.
Gli E.M.D. sono stati una boy band svedese attiva dal 2007 al 2010.

## Formazione
- Erik Segerstedt
- Mattias Andréasson
- Danny Saucedo

## Discografia
Album studio
- 2008: A State of Mind
  - 2009: A State of Mind (Deluxe Edition)
- 2009: Välkommen hem
- 2010: Rewind

Singoli
- 2007: All for Love
- 2008: Jennie Let Me Love You
- 2008: Alone
- 2009: Baby Goodbye
- 2009: Youngblood
- 2009: Välkommen hem
- 2010: Save Tonight
- 2010: What Is Love
- 2010: There's a Place for Us